# Kościół św. Józefa Oblubieńca Najświętszej Maryi Panny w Szczecinie
Kościół św. Józefa Oblubieńca NMP w Szczecinie – niewielki, neogotycki kościół na osiedlu Szczecina Pomorzany.
Dekretem w dniu 7 października 2021 roku arcybiskup Andrzej Dzięga ustanowił kościół Sanktuarium św. Józefa Opiekuna Świętej Rodziny.

## Opis
Budynek kościoła jest jednonawowy, z ciemnej, klinkierowanej cegły. Wieża, konstrukcyjnie związana z korpusem kościoła, ze strzelistą frontową wieżą, zakończoną iglicą, strzelistym hełmem, kulą i krzyżem. Budynek założony jest na planie prostokąta z wyodrębnionym prezbiterium. W jednoprzestrzennym wnętrzu, pod wieżą znajduje się chór muzyczny z organami.  

## Historia
Kościół był przeznaczony dla gminy luterańskiej. Kamień węgielny położono 10 listopada 1890, budowę zaplanowano według projektu Maksa Drechslera. Parafia przy nowym kościele, który otrzymał imię Marcina Lutra, została otwarta 1 kwietnia 1893, już po śmierci architekta.
Po II wojnie światowej w roku 1946 budynek kościoła został przejęty przez wiernych kościoła katolickiego. Kościół poświęcono 20 września 1946 roku. Utworzono w nim parafię pw. św. Józefa.
W późniejszych latach okna zostały przeszklone nowymi witrażami przedstawiającymi sceny z życia św. Józefa (projekt Wiktora Ostrzołka). Ten sam artysta wykonał projekt tabernakulum. Odbudową i wystrojem kościoła kierowali proboszczowie: ks. Julian Janas, ks. Stanisław Maślona, ks. Edward Koryl, ks. Tadeusz Jaszkiewicz, ks. Jan Szczepańczyk, ks. Jerzy Sosna, ks. adm. Stanisław Skibiński ks. Czesław Fryska.

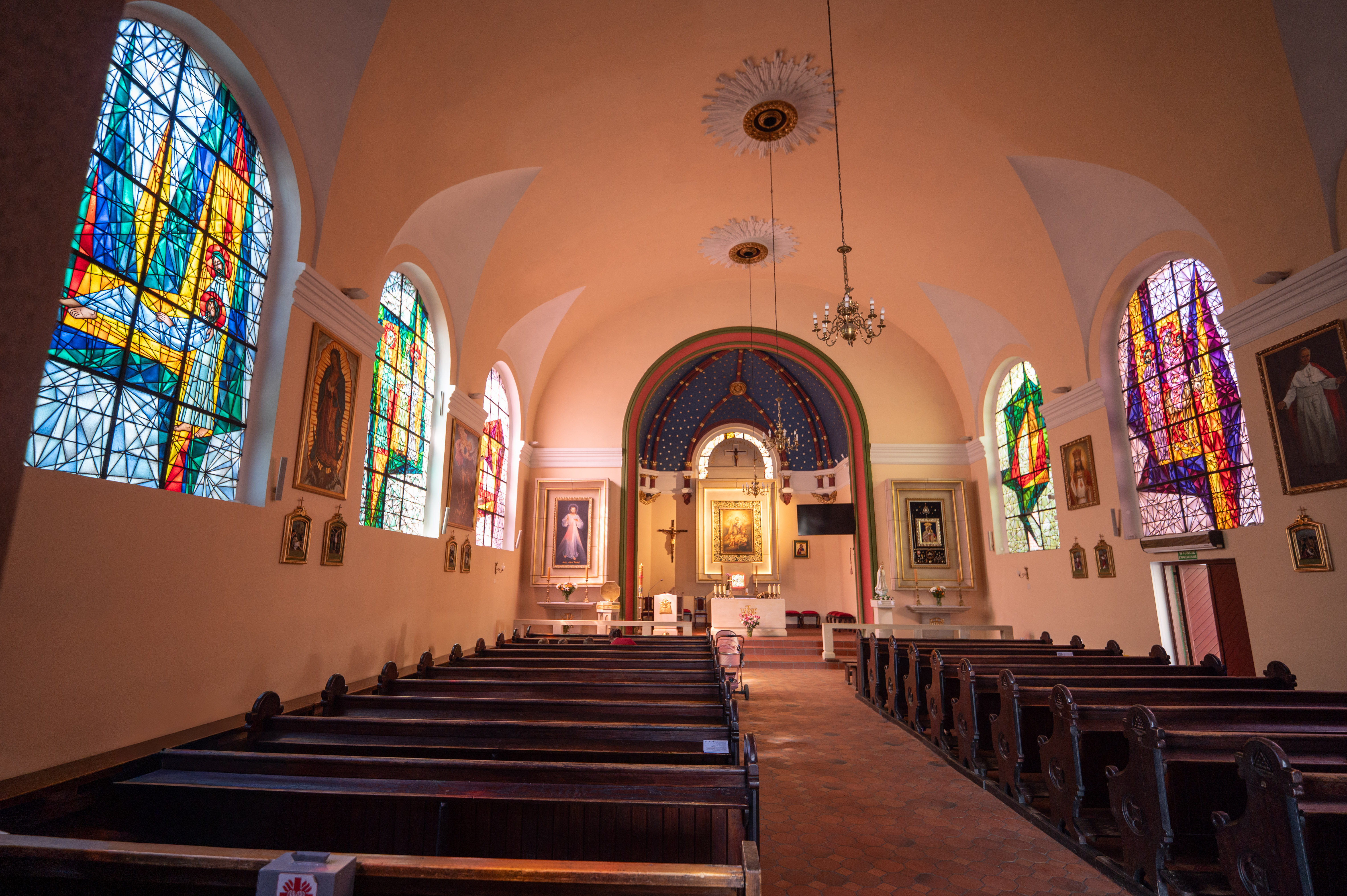
Wnętrze kościoła św. Józefa